# Горовенко Григорій Гаврилович
Григорій Гаврилович Горовенко (нар. 21 січня (3 лютого) 1914, Піщана, тепер Тальнівського району Черкаської області — 11 жовтня 1986, Київ) — український торакальний хірург, заслужений діяч науки УРСР (з 1969). Праці Горовенка присвячені розробці і вдосконаленню хірургічних втручань на легенях, впровадженню в хірургічну практику ряду оригінальних операцій при легеневій патології.

## Біографія
У 1938 році закінчив 1-й Харківський медичний інститут. Учасник Другої світової війни. Член КПРС з 1942 року. З 1946 року — в Київському НДІ туберкульозу ім. академіка Ф. Г. Яновського (з 1970 — заступник директора по науковій частині).
З 1952 під керівництвом М. М. Амосова почав освоювати резекції легень. У 1965—1982 роках був головним хірургом МОЗ УРСР, від 1969 року — голова комісії «Патологія органів дихання» при Головному управлінні науково-дослідних робіт МОЗ УРСР.
Батько науковиці-генетика, доктора медичних наук Наталії Горовенко.

## Наукова діяльність
У 1951 захистив кандидатську дисертацію «Открытый хирургический метод лечения больших и гигантских каверн при туберкулезе легких».
Удосконалював методи хірургічного лікування захворювань органів дихання, зокрема легенів із супровідним цукровим діабетом та амілоїдозом. Розробляв методики кавернотомії та кавернопластики, резекцій легенів після колапсохірургічного втручання, хірургічного лікування розповсюджених форм туберкульозу та неспецифічних захворювань легенів.
Серед учнів Григорія Горовенка — професори Борис Брусиловський, Валентин Пугачов, Борис Радіонов, Олег Спесивцев тощо.

## Нагороди
Був нагороджений орденом Леніна, іншими орденами, медалями. Лауреат Державної премії України у галузі науки і техніки (1997, посмертно).